# Вільнозапорізька сільська рада
Ві́льнозапорі́зька сільська́ ра́да — адміністративно-територіальна одиниця та орган місцевого самоврядування в Новобузькому районі Миколаївської області. Адміністративний центр — село Вільне Запоріжжя.

## Загальні відомості
- Населення ради: 1 256 осіб (станом на 2001 рік)

## Населені пункти
Сільській раді підпорядковані населені пункти:
- с. Вільне Запоріжжя
- с. Діброва
- с. Жовтневе
- с. Нововасилівка
- с. Новоданилівка
- с. Новоселівка
- с. Показне
- с. Симонівка

## Склад ради
Рада складається з 16 депутатів та голови.
- Голова ради: Латій Олександр Миколайович
- Секретар ради: Москаленко Ірина Анатоліївна

### Керівний склад попередніх скликань
| Прізвище, ім'я, по батькові | Основні відомості                                                               | Дата обрання | Дата звільнення |
| --------------------------- | ------------------------------------------------------------------------------- | ------------ | --------------- |
| Каніщев Микола Миколайович  | Сільський голова, 1948 року народження, член Комуністичної партії України       | 26.03.2006   | 31.10.2010      |
| Латій Олександр Миколайович | Сільський голова, 1969 року народження, освіта середня спеціальна, безпартійний | 31.10.2010   |                 |

Примітка: таблиця складена за даними сайту Верховної Ради України

### Депутати
За результатами місцевих виборів 2010 року депутатами ради стали:

#### За суб'єктами висування
| Суб'єкт висування | Кількість обраних депутатів | %    |
| ----------------- | --------------------------- | ---- |
| Партія регіонів   | 15                          | 93,8 |
| Самовисування     | 1                           | 6,3  |

#### За округами
| № округу        | Прізвище, ім'я, по батькові     | Дата визнання обраним | Освіта             | Партійна приналежність | Відомості про обраного депутата                             |
| --------------- | ------------------------------- | --------------------- | ------------------ | ---------------------- | ----------------------------------------------------------- |
| Партія регіонів |                                 |                       |                    |                        |                                                             |
| 1               | Москаленко Ірина Анатоліївна    | 03.11.2010            | середня            | член Партії регіонів   | Сільська бібліотека, завідувачка                            |
| 2               | Пономар Тетяна Миколаївна       | 03.11.2010            | середня            | позапартійна           | тимчасово не працює                                         |
| 3               | Стефановський Василь Михайлович | 03.11.2010            | середня            | позапартійний          | Вільнозапорізька сільська рада, землевпорядник              |
| 4               | Левченко Лариса Пилипівна       | 03.11.2010            | середня            | член Партії регіонів   | Вільнозапорізька сільська рада, головний бухгалтер          |
| 5               | Москаленко Олена Петрівна       | 03.11.2010            | середня            | позапартійна           | Вільнозапорізька сільська рада, секретар                    |
| 6               | Плотніков Василь Володимирович  | 03.11.2010            | середня            | позапартійний          | Фермер                                                      |
| 7               | Гоцелюк Володимир Володимирович | 03.11.2010            | середня            | позапартійний          | Вільнозапорізька бібліотека, техпрацівник                   |
| 8               | Ромовська Алла Олександрівна    | 03.11.2010            | вища               | позапартійна           | Вільнозапорізька загальноосвітня школа, вчитель             |
| 9               | Сардарян Айк Гришаєвич          | 03.11.2010            | середня            | член Партії регіонів   | приватний підприємець                                       |
| 10              | Красова Світлана Анатоліївна    | 03.11.2010            | середня            | член Партії регіонів   | Приватний магазин, продавець                                |
| 11              | Кичата Валентина Миколаївна     | 03.11.2010            | середня            | член Партії регіонів   | Сільський будинок культури, директор                        |
| 12              | Латій Людмила Іванівна          | 03.11.2010            | середня            | позапартійна           | ПОСП ім. Москаленка, працівник                              |
| 14              | Філіпов Микола Павлович         | 03.11.2010            | середня            | член Партії регіонів   | ПОП «Вікторія», рибовод                                     |
| 15              | Дудюк Лариса Григорівна         | 03.11.2010            | вища               | член Партії регіонів   | Вільнозапорізька загальноосвітня школа, заступник директора |
| 16              | Бондаренко Ольга Олександрівна  | 03.11.2010            | середня            | член Партії регіонів   | ПОП «Вікторія», обліковець                                  |
| Самовисування   |                                 |                       |                    |                        |                                                             |
| 13              | довженко Іван Петрович          | 10.01.2011            | середня спеціальна | позапартійний          | пенсіонер                                                   |